# Brits Noord-Borneo
Brits Noord-Borneo was een Britse kolonie op het eiland Borneo. Sinds in 1963 de Maleisische federatie werd opgericht behoort dit gebied tot Maleisië en heet het Sabah.